# Francavilla Marittima
Francavilla Marittima är en ort och kommun i provinsen Cosenza i regionen Kalabrien i Italien. Kommunen hade 2 875 invånare (2018).